# Stigmella heteromelis
Stigmella heteromelis là một loài bướm đêm thuộc họ Nepticulidae. Loài này có ở California.
Sải cánh dài 5-6.5 mm.
Ấu trùng ăn Heteromeles species, bao gồm Heteromeles arbutifolia.Chúng ăn lá nơi chúng làm tổ.